# Секулярные игры
Секулярные игры, Теренти́нские, или Таренти́нские и́гры (лат. Ludi Terentini или Tarentini), также вековы́е, эпоха́льные игры (лат. Ludi saeculares, от лат. saeculum — «век, эпоха») — в древнем Риме справлялись на Марсовом поле, на так называемом Tarentum или Terentum, над подземным алтарём, который был посвящён Диту (Плутону) и Прозерпине. Жертвоприношения включали:
| Дата   | Время суток | Расположение       | Божества             | Жертвоприношения                              |
| ------ | ----------- | ------------------ | -------------------- | --------------------------------------------- |
| 31 мая | Ночь        | Марсово поле       | Мойры                | 9 ягнят женского пола, 9 козлят женского пола |
| 1 июня | День        | Капитоли́йский холм | Капитолийская триада | 2 быка                                        |
| 1 июня | Ночь        | Марсово поле       | Илифия (Εἰλείθυια)   | 27 пирогов (по 9 штук трех типов)             |
| 2 июня | День        | Капитолийский холм | Юнона                | 2 коровы                                      |
| 2 июня | Ночь        | Марсово поле       | Теллус               | Беременная свиноматка                         |
| 3 июня | День        | Палати́н            | Аполлон и Диана      | 27 жертвенных пирогов (по 9 штук трех типов)  |

Римский религиозный праздник, включающий жертвоприношения и театральные представления, проводимые в течение трех дней и ночей, чтобы отметить конец эпохи (лат. saeculum) и начало следующей. Предположительно за длительность брали максимально возможную продолжительность жизни человека 100—110 лет.
Согласно Римской мифологии, светские игры начались с той поры, когда сабин по имени Валесий (лат. Valesius) молился, дабы найти лекарство от болезни своих детей. И был сверхъестественно проинструктирован голосами богов принести жертву на Марсовом поле Дису патеру и Прозерпине, божествам подземного мира. Некоторые древние авторы проследили официальные празднования игр до 509 года до н. э., но первые четко засвидетельствованные торжества при Римской республике отмечены за 249 и 140 годы до н. э. Три ночи подряд приносились жертвы богам подземного мира.
Игры возрождены первым императором Рима, Октавианом Августом, в 17 году до н. э., с ночными жертвоприношениями, теперь предназначенными Мойрам (богиням судьбы), Илифии (богине родов) и Теллуре (от лат. Terra Mater — «мать Земли»). Игры 17 года до н. э. также ввели дневные жертвоприношения Римским божествам на Капитолийском и Палатинском холмах. За каждой жертвой следовали театрализованные представления. Позже императоры проводили торжества в 88 и 204 гг. н. э., с интервалом примерно в 110 лет. Мероприятия также проведены при Клавдии в 47 г. к юбилею 800-летия Рима, что породило второй цикл игр в 148 и 248. Игры заброшены при более поздних христианских императорах.

## История
Согласно Римской мифологии, рассказанной Зосимом, светские игры пошли от сабина по имени Валесий, предка Валериев. когда его дети тяжело заболели, отец молился домашним богам об исцелении, предлагая взамен отказаться от своей жизни. Голос сказал ему взять их в Тарентум, дать пить воду из Тибра, нагретую на алтаре Диса патера и Прозерпины. Он отправился в греческую колонию Тарентум на юге Италии со своими детьми. Плывя вдоль Тибра, путешественник проинструктирован голосом остановиться на Марсовом поле, в месте, называемом Tarentum. Дети чудесным образом исцелились и заснули. Когда проснулись, сообщили Валесию, что фигура явилась им во сне и сказала семье принести жертву Дису патеру и Прозерпине. Роя в указанном месте, Valesius обнаружил захороненный алтарь божеств и выполнил ритуал, как было указано.
Празднование игр в Римской Республике плохо документировано. Хотя некоторые римские антиквары проследили их до 509 г. до н. э., некоторые современные ученые считают первым хорошо засвидетельствованным празднованием событие 249 г. до н. э., во время Первой Пунической войны. По словам Варрона, антиквара I века до н. э., игры были введены после того, как серия знамений привела к поиску в книгах Сивилл правильного ответа (на знамения) со стороны квиндецемви́ра. В соответствии с инструкциями, содержащимися в источниках, жертвоприношения были принесены в Tarentum на Марсовом поле в течение трех ночей, подземным божествам Дису патеру и Прозерпине. Варрон также утверждает, что была дана клятва, что игры будут повторяться каждые сто лет, и ещё одно празднование действительно состоялось в 149 или 146 году до нашей эры, во время третьей Пунической войны. Однако исследователи Beard, North и Price предполагают, что игры 249 и 140-х до н. э. были проведены из-за непосредственного действия войны, и что только с возрождением в 140-х стали рассматриваться как регулярное празднование столетия. Эта последовательность привела бы к празднованию в 49 году до н. э., но гражданские войны, по-видимому, предотвратили это.

## В Древнем Риме
Имя «тарент» удостоверено большинством римских писателей (Валерий, Зосим, Ливий, Овидий, Марциал, Стаций, Цензорин, Сервий, Авзоний), имя Терент (Terentum) встречается лишь у Феста (по глоссе Павла Диакона) и истолковывается в том смысле, что «ео loco ara Ditis patris terra occultaretur». Слово объясняется на почве исконной латинской этимологии и истории: так, Моммзен и Преллер видят в Терентинских играх родовой обряд (sacra gentilicia), поддерживавшийся родом Валериев. Возможно, название происходит от города Тарента и Тарентинские игры — обряд греческого праздника Гиакинфий, перенесённых из Тарента в Рим. Это доказывается, между прочим, тем, что, по свидетельству древних, игры были установлены по указанию Сивиллиных книг, то есть имели отношение к греческому культу.
Исторически известные первые Тарентинские (Секулярные) игры были отпразднованы в 249 до н. э. при участии уроженца Тарента Ливия Андроника, который благодаря знанию греческого и латинского языков латинизировал греческие партии празднества. Впоследствии Тарентинские игры были известны под именем секулярных. Квиндецемвиры объявили, что если римляне хотят успешно вести войну с Карфагеном (в это время как раз была в разгаре I Пуническая война), то они должны отпраздновать тарентинские игры на Марсовом поле в течение трех ночей и трех дней кряду в честь Плутона и Прозерпины и повторять эти игры через каждые сто лет. Вследствие этого консул Публий Клавдий Пульхер отпраздновал игры с принесением в жертву животных и пением торжественного гимна.
Относительно культового характера и значения Секулярных игр существует большое разнообразие мнений; много противоречивых толкований возбуждает само слово saeculum. 
Древние писатели сообщают противоречивые хронологические данные относительно празднования первых игр. Промежутки между действительно происходившими играми были разными и на деле первоначально колебались между 63 (между 3-ми и 4-ми Играми)  и 129 (между 2-ми и 3-ми Играми) годами, а в императорскую эпоху - в ответ на чаяние римского народа - даже порой проводились по несколько раз в столетнем цикле. 
Тот факт, что Секулярные игры были учреждены по указанию Сивиллиных книг, что они были посвящены божествам Диту (Плутону) и Прозерпине и что они праздновались в «Таренте» (местность на Марсовом поле), доказывает, что они имели отношение к греческому культу, хотя при Октавиане Августе и позднее жертвы приносились и другим богам, например Аполлону, Диане, Юпитеру, Юноне.
Южно-итальянские и сицилийские города не раз служили для Рима посредниками при передаче греческих культов; немало влиял на разные стороны римской религии именно Тарент, особенно после покорения его римлянами в 272 году. Перед наступлением Секулярных игр глашатаи приглашали народ присутствовать на зрелище, которого никогда не видели и впредь не увидят, после чего квиндецемвиры в Капитолийском храме Юпитера и Палатинском храме Аполлона раздавали присутствовавшим (рабы не допускались) очистительные средства (καθάρσια, Suffimenta), a именно факелы, серу и горную смолу. В тех же храмах, а также в Авентинском храме Дианы раздавались народу ячмень, пшеница и бобы для жертвоприношения. Празднества продолжались двое суток.
Образец исполнявшегося при этом гимна, называвшегося Carmen Saeculare, присутствует среди стихотворений Горация.
Средоточием культа во время Секулярных игр служил жертвенник Плутона и Прозерпины, который в непраздничное время был глубоко зарыт в землю. Согласно указанию Сивиллиных книг, римляне должны были выкапывать упомянутый жертвенник каждые 100 лет с тем, чтобы хоронить (condere) в этой гробнице тот столетний период времени (так называемый великий год), который принимался за продолжительный срок жизни одного человеческого поколения. Праздник имел двойственный характер: грустный (поскольку он символизировал похороны великого года) и весёлый (поскольку нарождение нового века вызывало радость в чающих обновления жизни и возвращения на землю золотого века).
Вторые Секулярные игры были отпразднованы в 146 году до Рождества Христова, третьи — в 17 году до нашей эры. В императорскую эпоху Секулярные игры происходили в 47 году нашей эры, при Клавдии (по случаю исполнения 800 лет с основания города), в 87 году, при Домициане, в 147 году, при Антонине Пии (по случаю 900-летней годовщины с основания Рима), в 204 году, при Септимии Севере. Последние Секулярные игры, о которых сообщает история императорского Рима, были устроены Филиппом Аравитянином в 247 году, в день тысячелетия Рима.
В средние века, со времени папы римского Бонифация VIII (1300), Секулярные игры праздновались как Юбилейные года (Папские юбилеи).